# فرودگاه تک‌بانده اماتوپو
فرودگاه تک‌بانده اماتوپو (به انگلیسی: Amatopo Airstrip) یک فرودگاه همگانی است . این فرودگاه در شهر اماتوپو کشور سورینام قرار دارد .